# شسلیتس
شهر شسلیتس (به آلمانی: Scheßlitz) در ایالت بایرن در کشور آلمان واقع شده‌است.

## نگارخانه

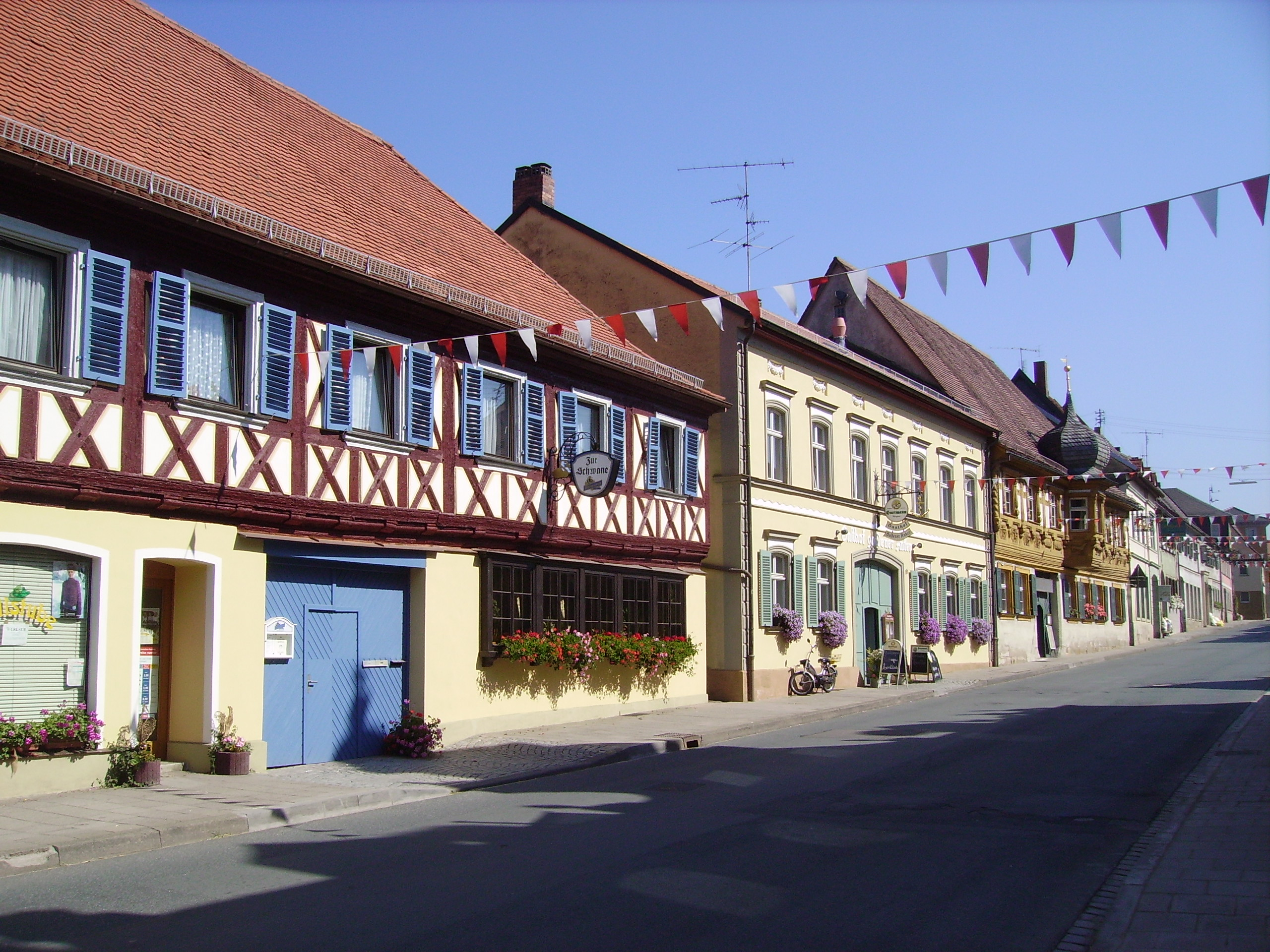
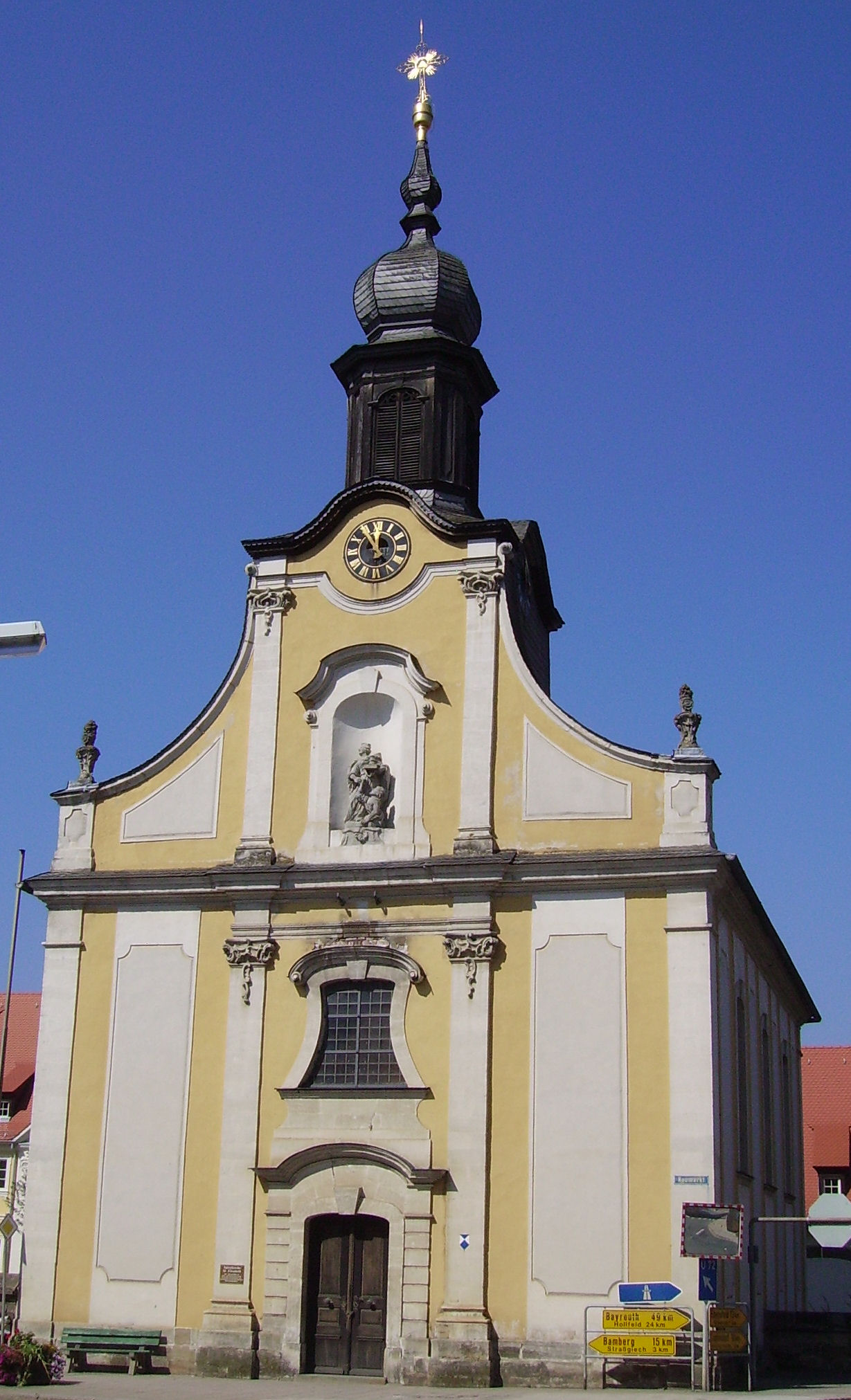
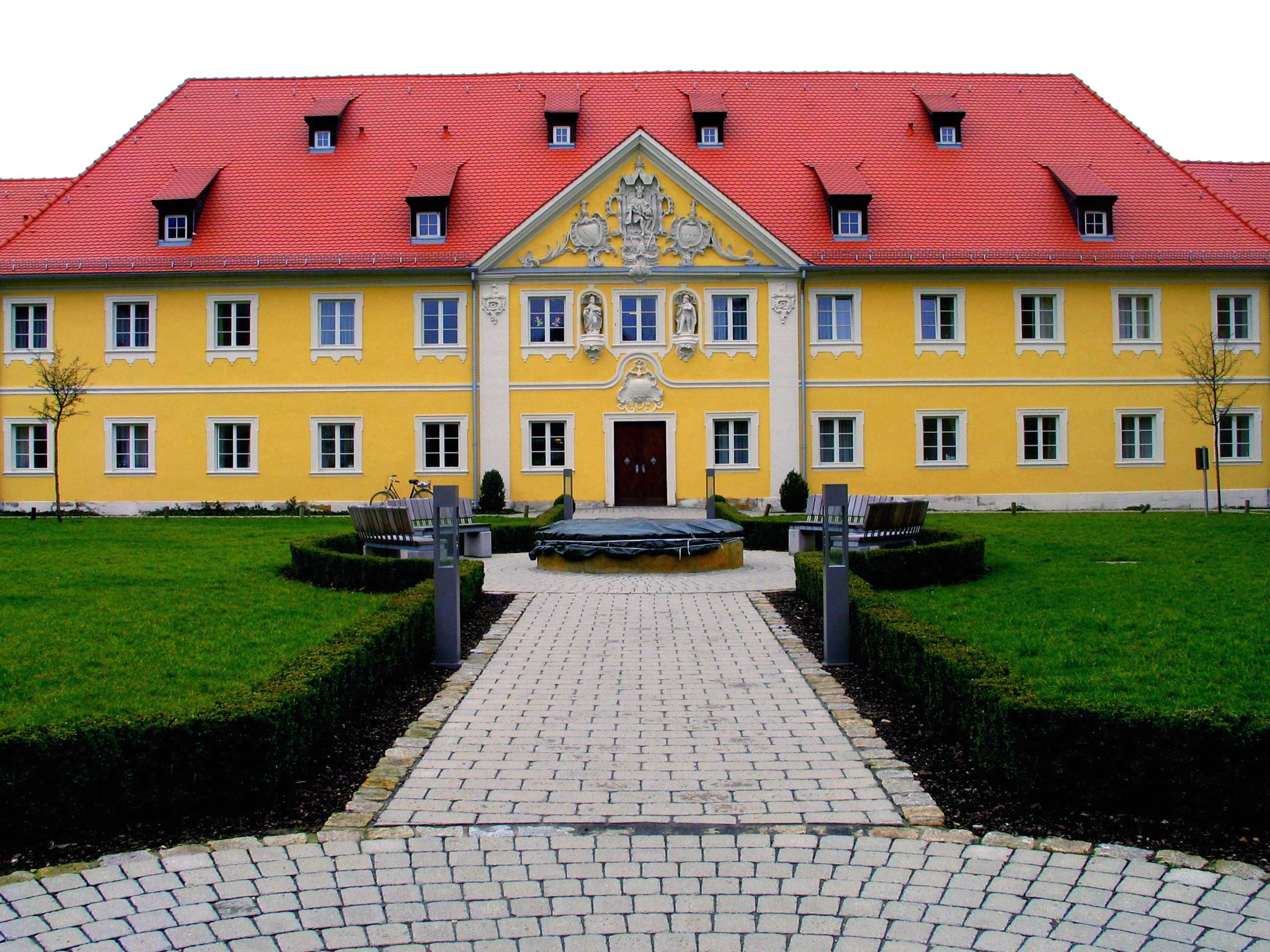
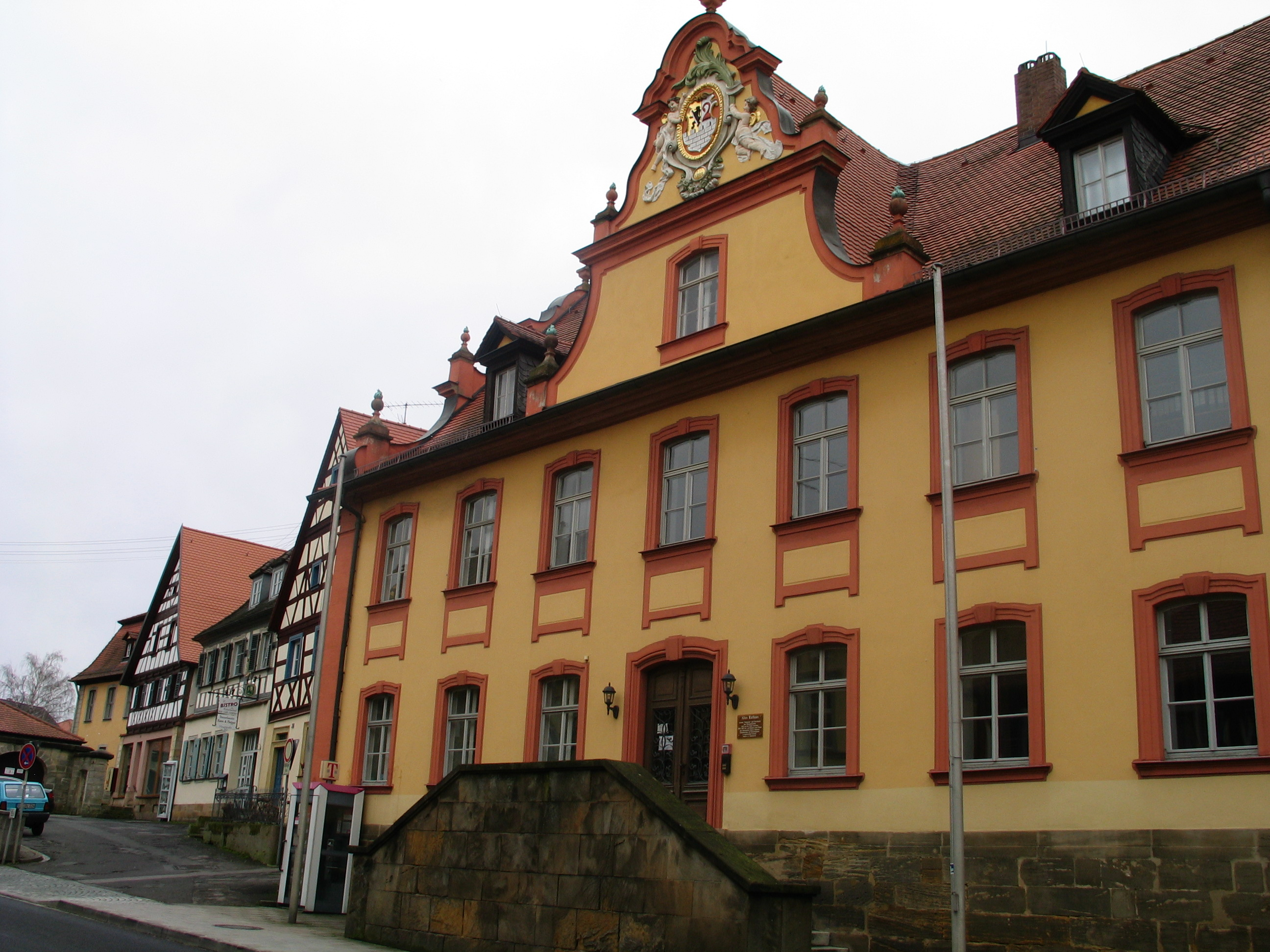
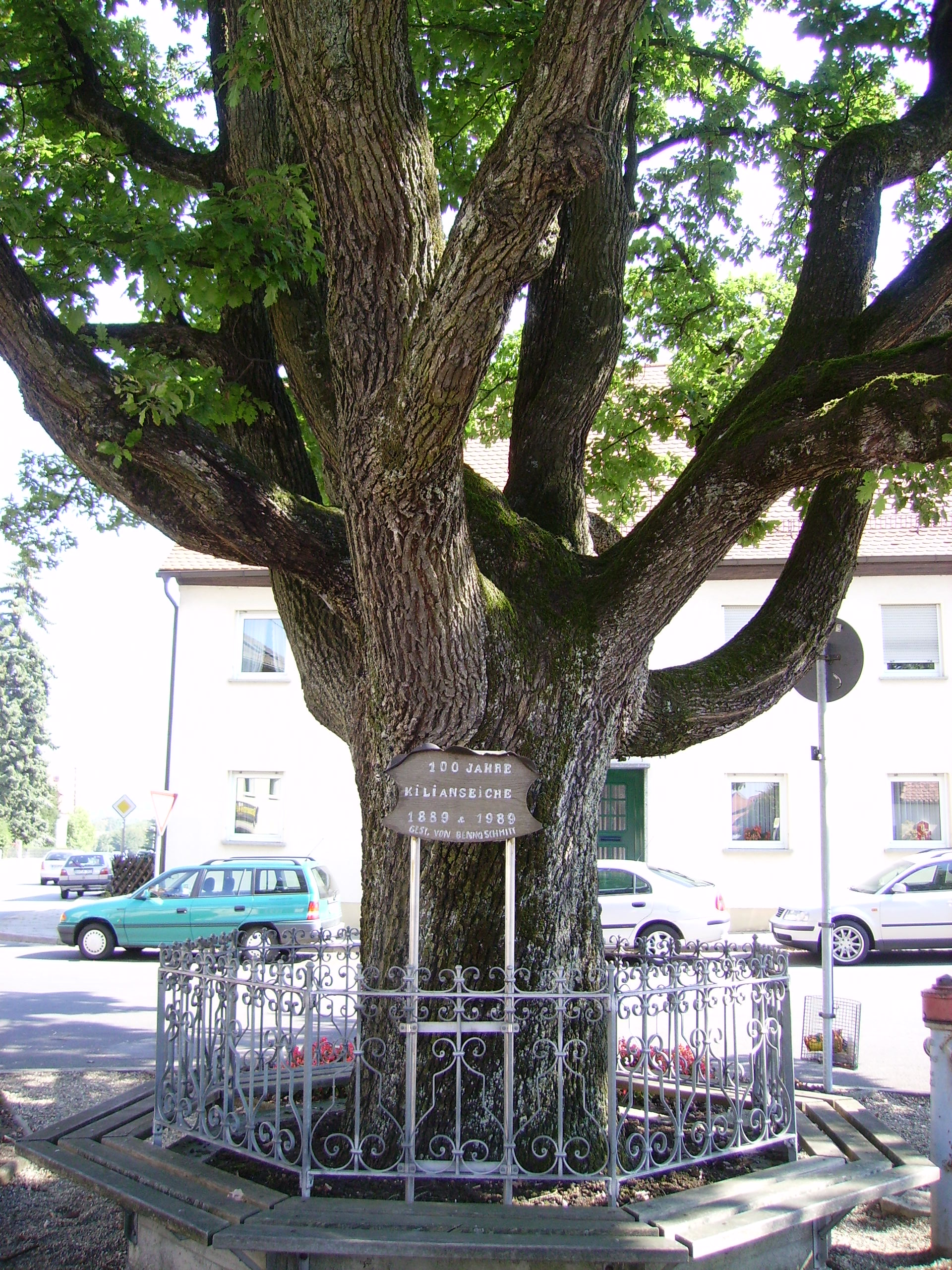
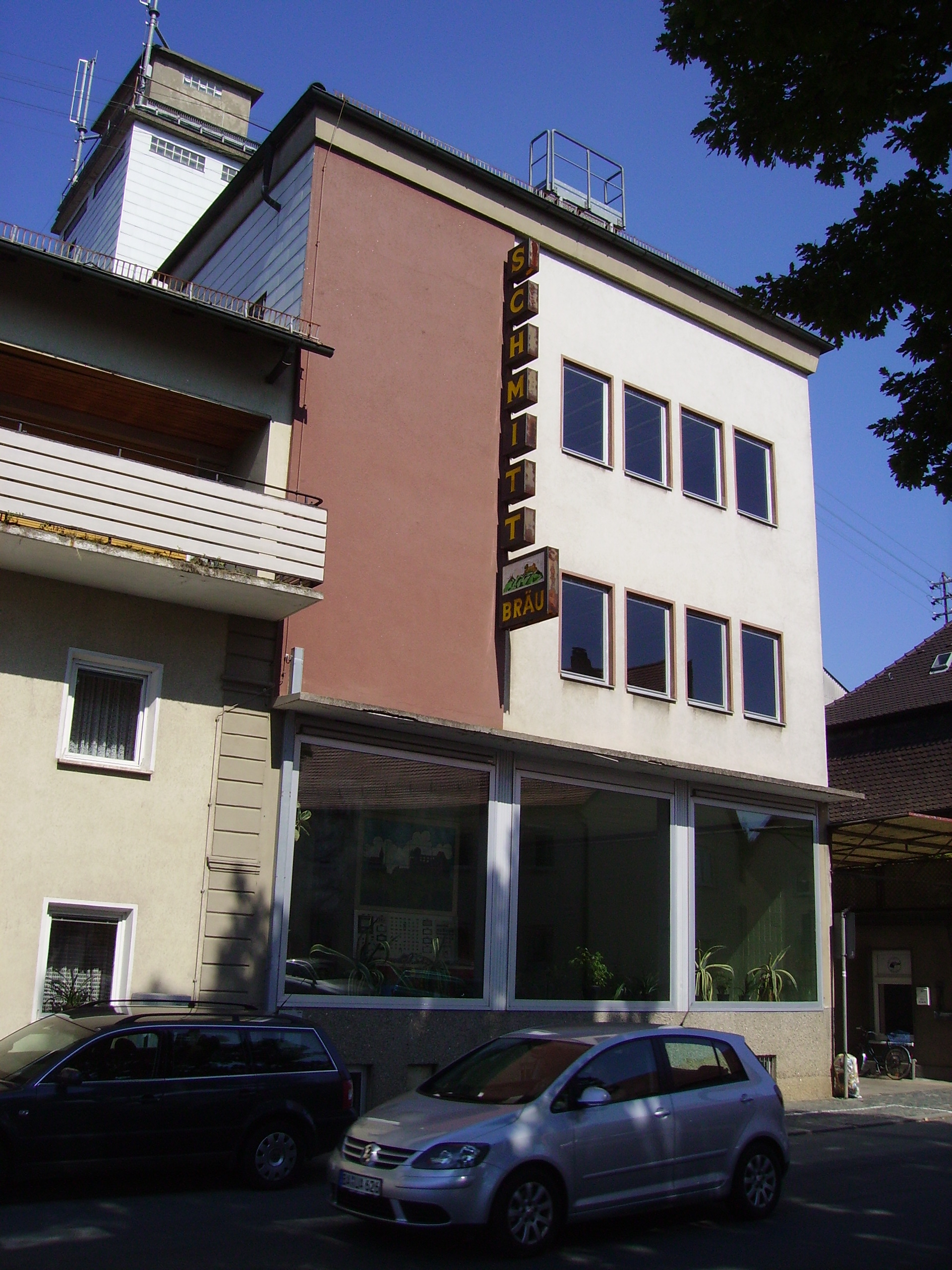
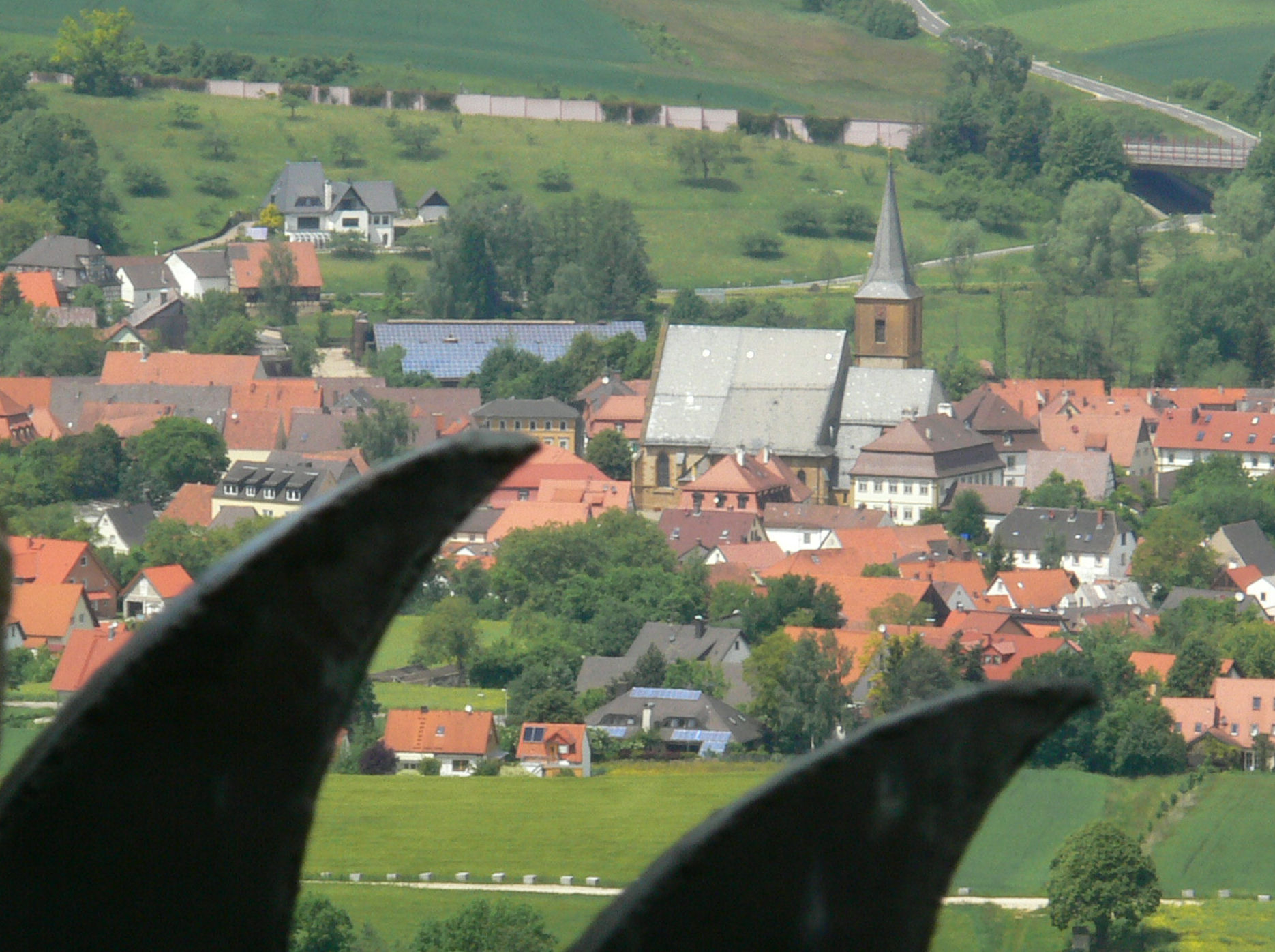
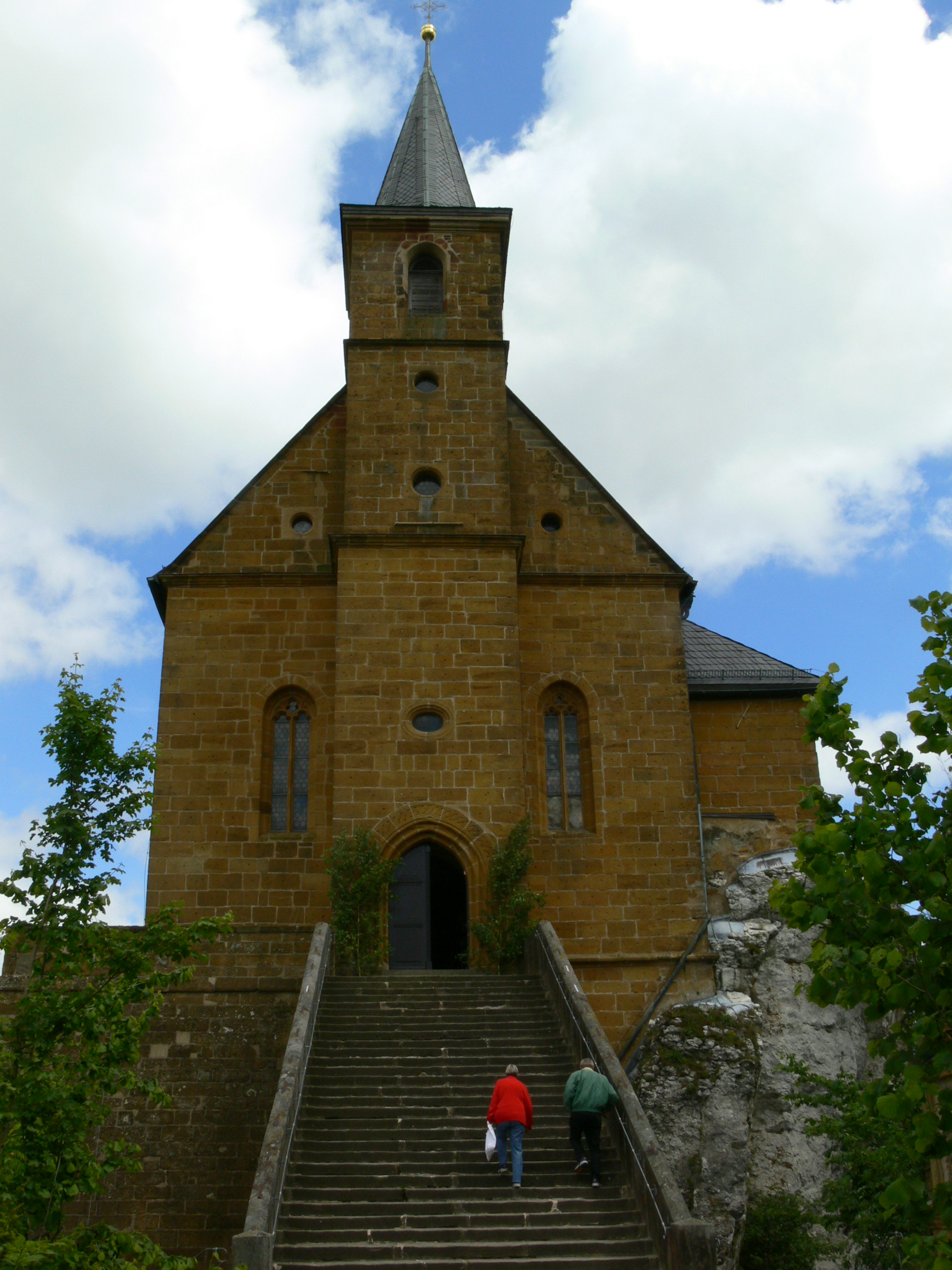
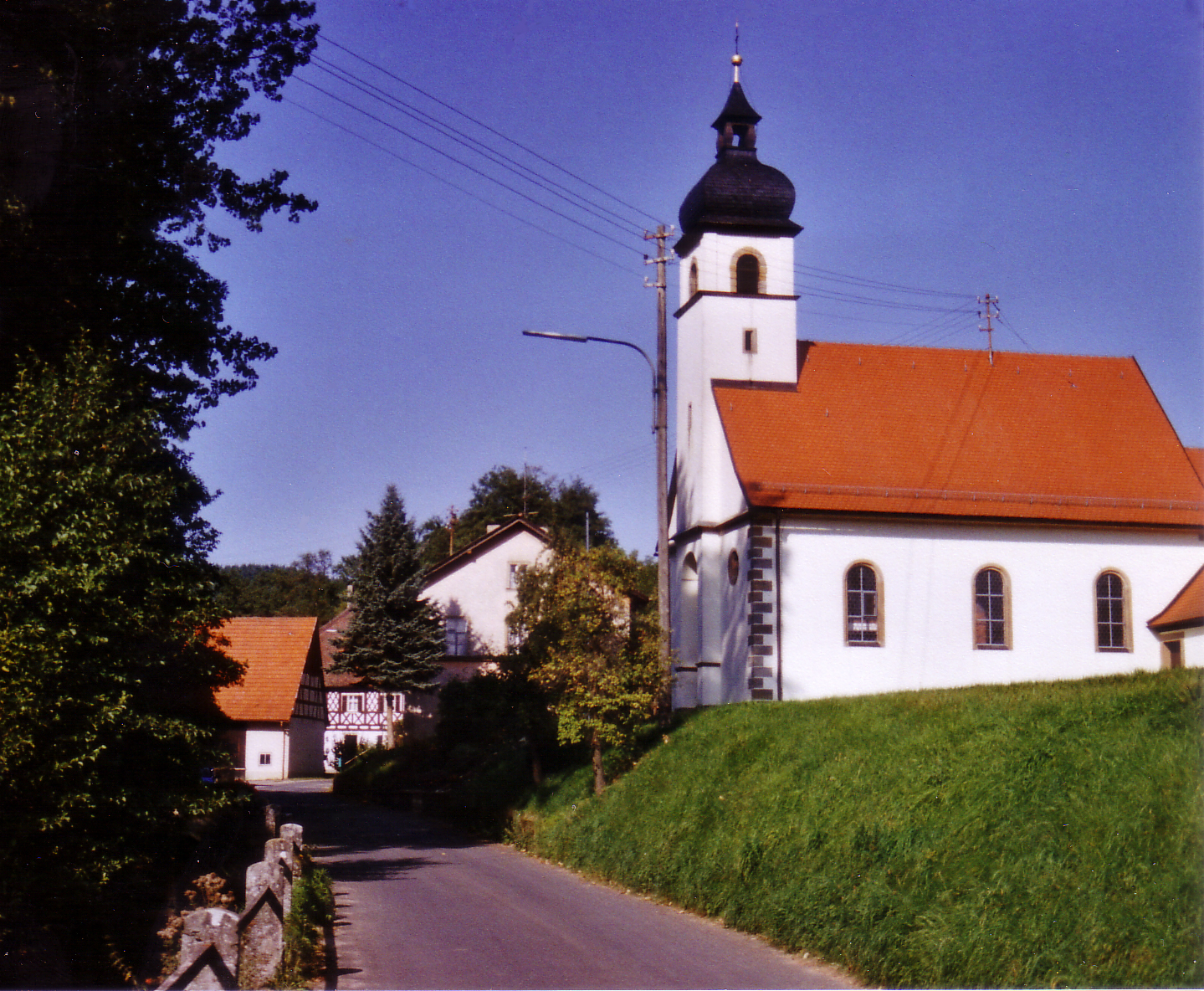
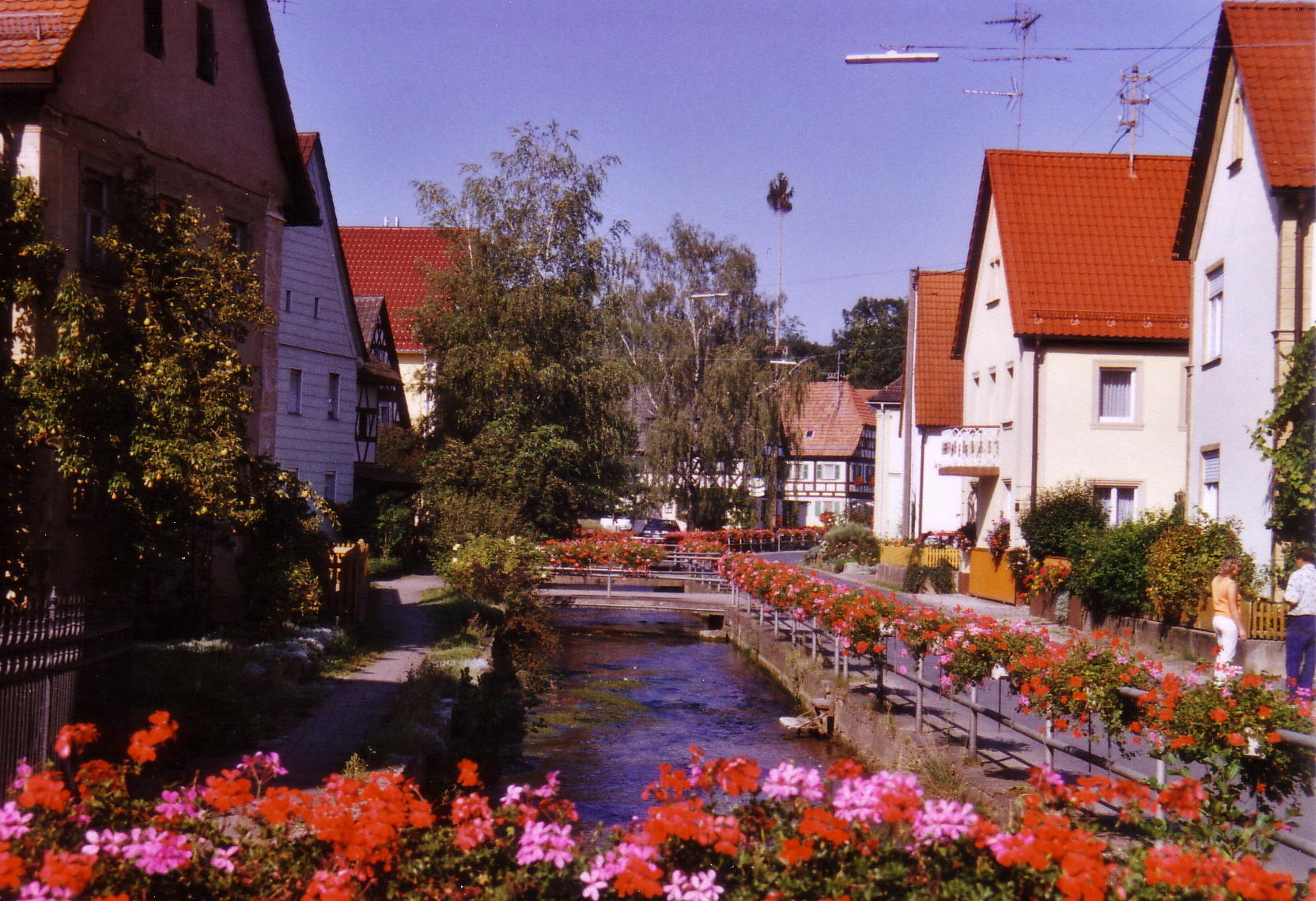
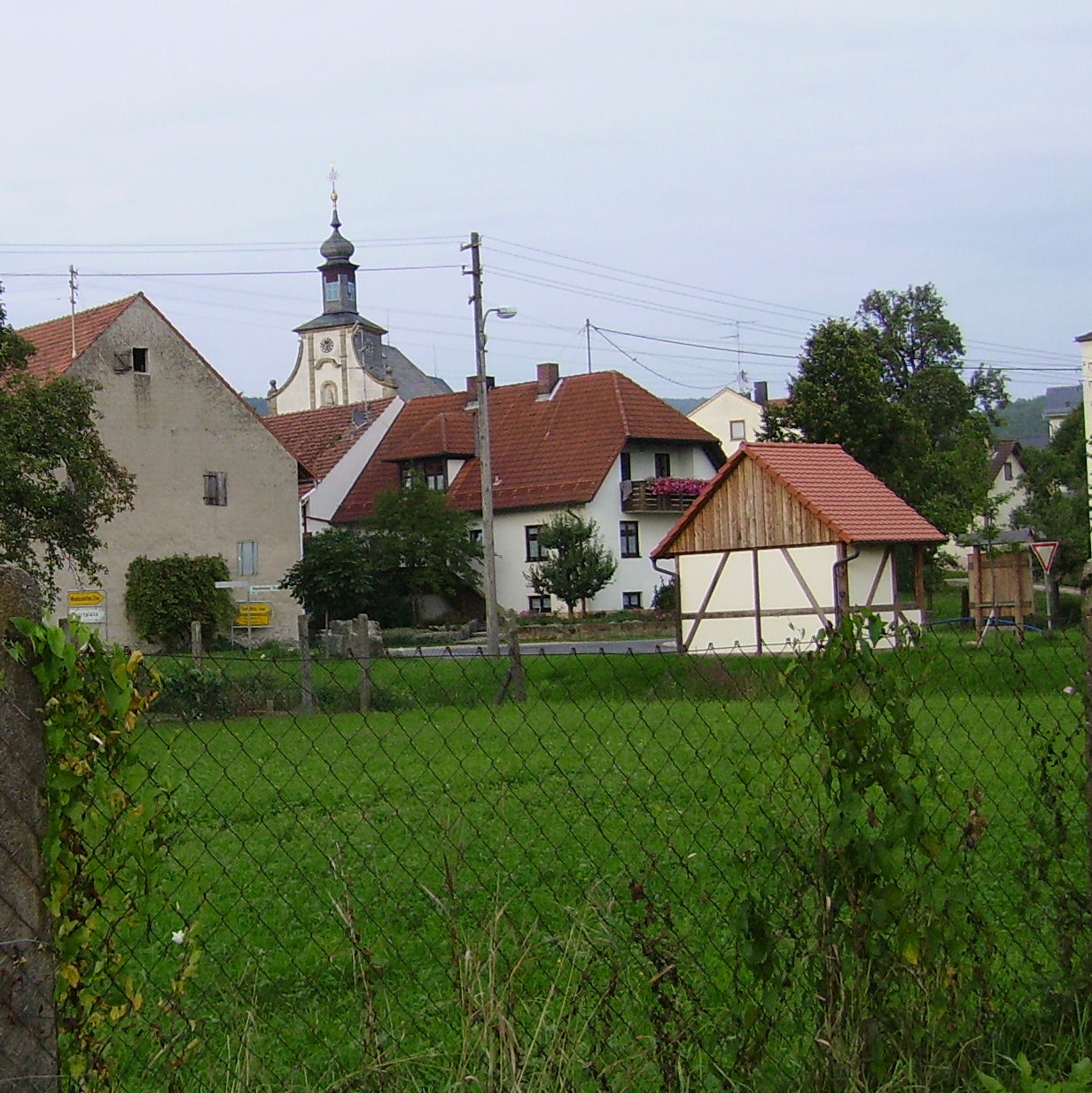
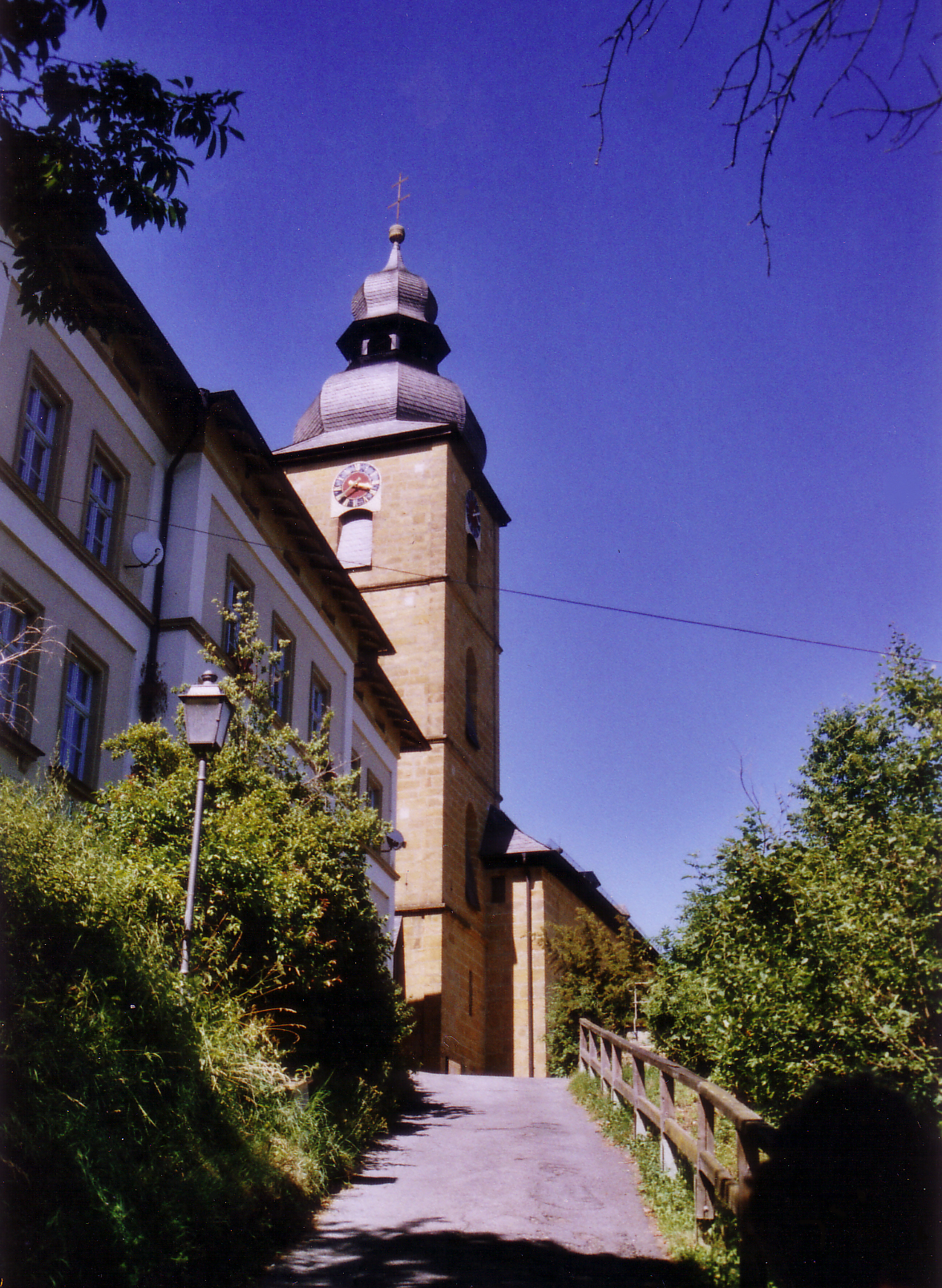
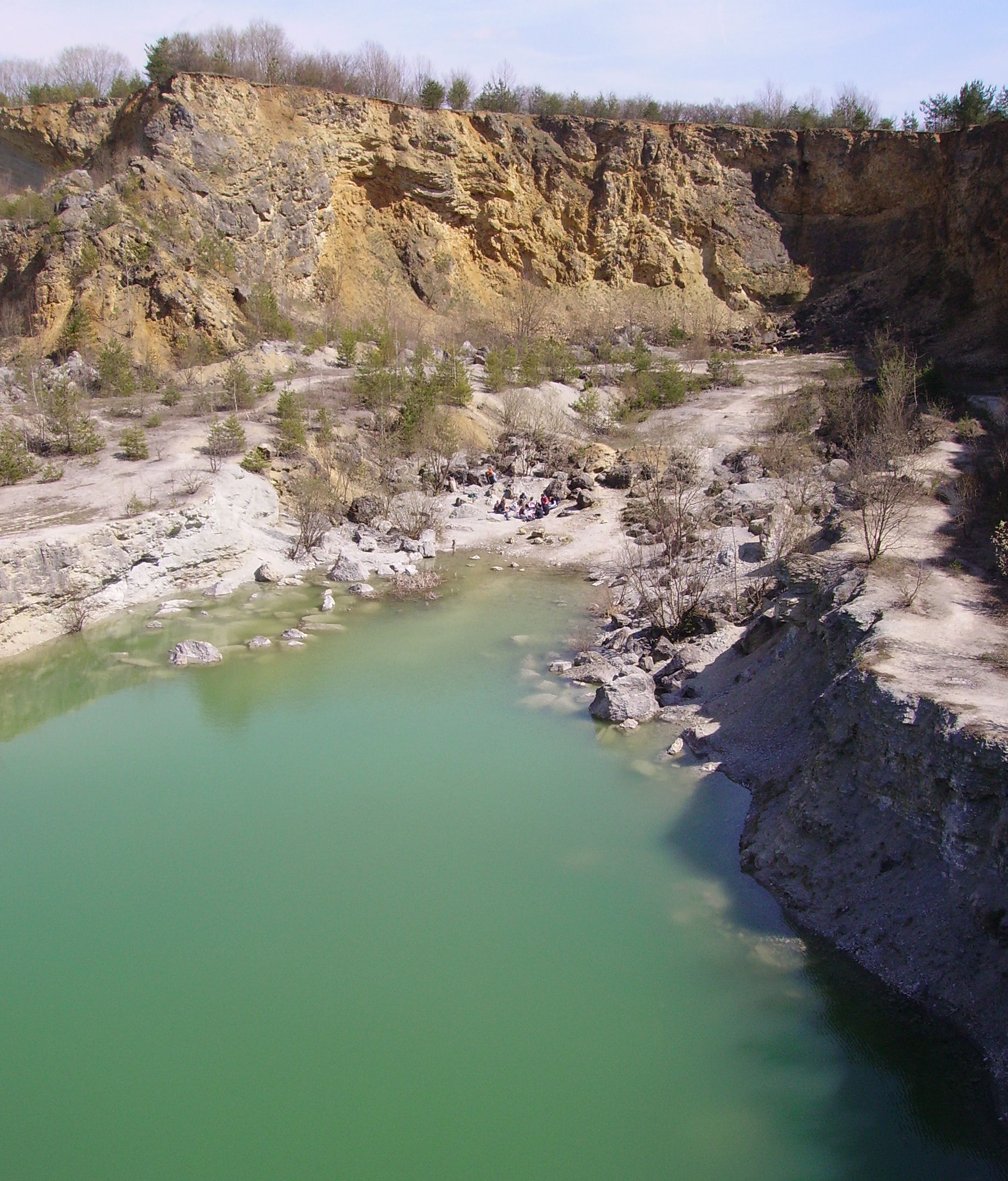